# 나카무라 다케야
나카무라 다케야(일본어: 中村 剛也, 1983년 8월 15일 ~ )는 일본의 프로 야구 선수이며, 현재 퍼시픽 리그인 사이타마 세이부 라이온스의 소속 선수(내야수)이다.
별명은 ‘오카와리 군’(おかわり君).

## 인물

### 프로 입단 전
오사카도인 고등학교 시절에는 4번 타자로서 활약했는데 진학한 이유는 자택에서 고등학교까지 도보 5분이라고 하는 입지 조건이었다고 말한다. 고교 시절에 기록한 통산 홈런 83개는 오시마 히로유키에 뒤를 이어 스즈키 겐과 대등한 당시 역사상 2위 타이 기록이다(현재는 4위 타이). 3학년 때 하계 시즌에서는 역대 2위가 되는 오사카부 지역 예선 6개의 홈런을 때려냈다. ‘나니와의 카브레라’라고 불릴 정도로 주목을 받아 2001년 프로 야구 드래프트 회의에서 세이부 라이온스로부터 지명을 받고 입단했다.
이와타 미노루와는 오사카도인 고등학교 시절의 동기였으며 니시오카 쓰요시는 1년 후배에 해당한다.

### 프로 입단 후

#### 2003년 ~ 2006년
1군 데뷔전인 2003년 9월 28일의 닛폰햄 파이터스전에서는 4번 타자로서 출전하여 첫 타석에서 첫 안타가 되는 2루타를 때려냄과 동시에 타점도 기록했다. 2005년부터 호세 페르난데스를 대신해서 주전 3루수가 되었고 같은 해 센트럴·퍼시픽 교류전에서는 12개 구단 최다인 12개의 홈런을 때려내는 등 우수 선수상(닛폰 생명상)을 수상했다. 80경기에 출전해 개인 최다인 22개의 홈런을 기록했고 장타율은 6할 대를 넘었다.
2006년에 호세 페르난데스가 도호쿠 라쿠텐 골든이글스로 이적하면서 주전 3루수의 자리를 놓고 이시이 요시히토, 히라오 히로시 등과 함께 경쟁했고 특히 좌완 투수가 선발 등판할 때 3루수의 선발은 히라오가 출전하는 경우도 있었다. 개인 최다인 100경기에 출전했지만 홈런은 작년보다 절반 이하로 떨어진 9개에 그쳤고 찬스가 있는 상황에서 때려낼 수는 없었다(득점권 타율은 2할 5리).

#### 2007년
8번·3루수로서 2년 연속이 되는 개막전에 선발로 출전했고 극심한 타격 부진으로 5월에는 2군으로 떨어졌지만 6월에 다시 복귀했다. 3루수의 주전으로 계속 기용되었지만 타격은 좀처럼 향상되지 않았고 주전으로 정착한 이후 가장 낮은 성적을 남겼다. 알렉스 카브레라가 수비난에 시달리고 있는 와중에 1루수로서 10경기에 선발로 기용되었다.

#### 2008년
수비에서는 주로 공을 잡을 때 불안정한 플레이가 계속되면서 리그 최다인 22차례의 실책을 기록했다. 타격에서는 타율이 작년부터 조금 올라가면서 리그에서 가장 저조한 3위를 기록했고 득점권 타율도 2할 3푼 1리를 남기는 등 승부에서의 약점을 드러냈다. 삼진은 162개는 리그 최다 기록이며 시즌 기록으로서는 역대 7위이자 일본인 우타자로서는 최다 기록이다. 그러나 2008년부터 타격 코치로 부임한 오쿠보 히로모토 코치로부터 조언을 받아 홈런을 양산하는 등 ‘세이부’일본인 선수의 홈런 기록(43개, 아키야마 고지, 다부치 고이치)과 25세 나이의 홈런 기록(44개, 오스기 가쓰오, 이와무라 아키노리)을 경신하는 46개의 홈런을 남겼다. 그리고 자신으로서는 처음으로 규정 타석을 채운 것을 비롯해 홈런왕, 100타점(101타점, 리그 3위), 끝내기 홈런 등을 기록했고 올스타전 출장(3루수 부문에서 팬 투표 1위)까지 경험했다. 세이부의 일본인 선수로서 연간 40개 이상의 홈런을 때린 것은 1987년의 아키야마 고지 이래 21년 만의 일이고 세이부 구단에서 달성한 경험자로서는 다부치, 아키야마에 이은 3번째이다. 또, 일본 프로 야구에서는 최초로 규정 타석을 채우면서 연간 40개 이상의 홈런을 기록한 것은 1985년의 아키야마 고지, 2004년의 다무라 히토시에 이어 역대 3번째가 되었다. 7월 8일에는 배우이자 탤런트인 무라카미 마리에와 결혼했다.
요미우리 자이언츠와 상대한 일본 시리즈에서는 3안타 3홈런 7타점을 기록했고 같은 해 아시아 시리즈에서는 예선전인 톈진 라이온스와의 맞대결에서 도쿄 돔의 3층 관중석까지 날리는 대형 홈런을 때려냈다. 5월에 있은 오릭스 버펄로스전에서 상대 투수 가네코 지히로로부터 얼굴 부분에 사구를 받아 광대뼈가 골절되는 부상을 입었는데도 경기 출전을 강행했고 다음날 후쿠오카 소프트뱅크 호크스전에서 홈런을 기록하는 등 부상에 강한 선수였다.

#### 2009년
5월 13일의 오릭스전에서 개인 통산 100호 홈런을 달성했고 9월 20일의 소프트뱅크전에서는 40호 홈런을 때려내는 등 세이부의 일본인 선수로서는 아키야마 고지가 기록한 이후 2년 연속 40홈런을 달성했다. 시즌 장타 86개(홈런 48개, 3루타 1개, 2루타 37개)는 마쓰이 가즈오가 88개를 기록한 이후 역대 2위였고 그 해에는 부상 때문에 전력 이탈도 있었지만 48홈런, 122타점을 기록해 2년 연속 홈런왕을 타이틀을 차지했고 타율도 2할 8푼 5리를 남기면서 작년에 비해 크게 올랐다.
타점왕은 처음으로 차지했고 2년 연속 홈런왕은 라이온스의 일본인 타자로서 1953년 ~ 1956년의 나카니시 후토시 이래 53년 만의 일이며 타점은 구단 최다 기록을 경신했다. 한편으론 154개의 삼진과 15차례의 실책으로 2년 연속 최다 삼진, 최다 실책을 남겼다. 또, OPS는 양대 리그에서 유일한 10할 대(1.010)를 넘었다. 26세에 시즌 48개의 홈런은 오 사다하루와 대등한 최다 기록이다.

#### 2010년
시즌 개막을 앞둔 시범 경기에서 자신이 친 타구가 얼굴에 맞아 광대뼈부분이 골절되는 부상을 당했고 그 영향때문에 개막 이후부터 10경기 연속으로 홈런이 나오지는 않았고 타율도 저조하게 나오는 등 극심한 부진에 시달렸다. 간신히 때려낸 시즌 1호 홈런은 4월 7일의 오릭스전에서 기록했다. 6월 10일에는 5월 중순부터 계속된 오른쪽 팔꿈치 통증이 악화되면서 등록이 말소되었고 6월에는 오른쪽 팔꿈치의 유리 연골 제거 수술을 받아 그 때문에 팬 투표·선수간 투표 1위로 선정된 올스타전에도 출전을 포기했다. 8월 27일에는 1군에 복귀했다.
9월에는 타격감을 끌어 올리면서 85경기에 출전해 25개의 홈런을 때려냈지만 타율은 2할 3푼 4리를 기록하여 저조했다. 규정 타석을 채우지는 못했는데도 불구하고 111개의 삼진을 기록했고, 득점권 타율도 가장 낮은 성적(.170)을 남기는 등 부상에 의한 시즌을 암울하게 보냈다.

#### 2011년
그 해에 새로 도입된 공인구(일명 통일구)로 인해 홈런 개수가 감소된 선수가 많은 가운데에서도 홈런을 많이 때려냈다. 7월 23일에 QVC 마린필드에서 열린 올스타전 제2차전에서는 2개의 홈런을 때려내며 MVP로 선정되었다. 2009년과 대등한 개인 최다 기록인 48개의 홈런을 때려내며 타격 부문 2관왕에 해당되는 홈런왕과 타점왕을 연달아 달성했다.
홈런 개수는 지바 롯데 마린스의 팀 홈런 개수(46개)를 2개 웃돌고 있어 개인 홈런수가 팀의 홈런 개수를 넘은 것은 1954년에 니시테쓰(세이부의 전신)의 나카니시 후토시(31개)와 마이니치(지바 롯데의 전신)의 야마우치 가즈히로(28개)가 긴테쓰의 27개를 웃돈 이래 57년만의 일이자 역대 3번째의 기록이 되었다. 또, 25개의 홈런을 기록하면서 홈런 부문 2위로 랭크된 소프트뱅크의 마쓰다 노부히로와는 23개 차이를 내고 있어 이것은 1966년에 오 사다하루가 기록한 22개 차이를 넘은 신기록이 되었다. 게다가 마쓰다의 홈런 개수와 홈런 부문 3위인 오릭스의 아롬 발디리스(18개)와 합친 개수(43개)보다 많다. 퍼시픽 리그 전체 홈런 개수는 454개이며 나카무라 혼자서 10.57%의 홈런을 친 것에 해당된다. 이것은 1953년 나카니시 후토시가 기록한 9.33%를 웃돌고 있어 10% 이상이 된 것은 양대 리그 출범 이후 최초의 기록이다.
10월 21일에 방송된 TV 애니메이션 《짱구는 못말려》에 직접 출연했다.

#### 2012년
개막 초부터 극심한 타격 부진에 시달려 팀의 주전으로 차지한 이후 최장 기록이 되는 129타석 연속 무홈런이라는 불명예스런 기록도 남겼지만 교류전 이후는 컨디션을 되찾아 교류전에서의 통산 12개의 홈런 신기록도 수립했다. 그러나 6월 14일의 한신 타이거스전에서 수비 도중 부상을 당해 1군 등록이 말소되었다. 1군에 복귀한 이후에는 오른쪽 무릎에도 부상을 당하는 등 선발 엔트리에서 제외되는 경우도 많았지만 최종적으로는 27개의 홈런을 기록, 2년 연속 통산 4번째의 홈런왕 타이틀을 획득했다. 5년 동안 4차례 이상의 홈런왕을 차지한 것은 나카니시 후토시, 노무라 가쓰야, 오 사다하루 다음으로 역대 네 번째이다.

## 상세 정보

### 출신 학교
- 오사카도인 고등학교

### 선수 경력
- 세이부 라이온스·사이타마 세이부 라이온스(2002년 ~ )

### 수상·타이틀 경력

#### 타이틀
- 홈런왕: 6회(2008년, 2009년, 2011년, 2012년, 2014년,2015년)
- 타점왕: 3회(2009년, 2011년,2015년)

#### 수상
- 베스트 나인: 4회(2008년, 2009년, 2011년, 2012년, 2014년)
- JA 전농 Go·Go상: 1회(매직 글러브상: 2005년 7월)
- 올스타전 MVP: 1회(2011년 2차전)
- 센트럴·퍼시픽 교류전 우수 선수상(닛폰 생명상): 1회(2005년)

### 개인 기록

#### 첫 기록
- 첫 출장·첫 선발 출장: 2003년 9월 28일, 대 닛폰햄 파이터스 28차전(도쿄 돔), 4번·1루수로서 출장
- 첫 타석·첫 안타·첫 타점: 상동, 1회초에 카를로스 미라발로부터 중월 선제 적시 2루타
- 첫 도루: 2003년 10월 1일, 대 오릭스 블루웨이브 28차전(Yahoo! BB 스타디움), 8회초에 2루 안착(투수: 구보타 아쓰시, 포수: 히다카 다케시)
- 첫 홈런: 2004년 7월 24일, 대 오사카 긴테쓰 버펄로스 18차전(세이부 돔), 7회말에 야마무라 히로키로부터 좌월 2점 홈런

#### 기록 달성 경력
- 통산 100홈런: 2009년 5월 13일, 대 오릭스 버펄로스 8차전(스카이마크 스타디움), 3회초에 야마모토 쇼고로부터 우월 2점 홈런 ※역대 254번째.
- 통산 150홈런: 2010년 9월 4일, 대 도호쿠 라쿠텐 골든이글스 20차전(클리넥스 스타디움 미야기), 4회초에 가와이 다카시로부터 중월 솔로 홈런 ※역대 154번째.
- 통산 200홈런: 2011년 9월 19일, 대 홋카이도 닛폰햄 파이터스 18차전(세이부 돔), 5회말에 브라이언 울프로부터 좌월 솔로 홈런 ※역대 96번째.
- 센트럴·퍼시픽 교류전 50호 홈런: 2012년 6월 10일, 대 도쿄 야쿠르트 스왈로스 3차전(메이지 진구 야구장), 10회초에 토니 바넷으로부터 좌월 2점 홈런 ※사상 최초

#### 기타
- 올스타전 출장: 5회(2008년 ~ 2012년)
- 3개 홈런 연속으로 만루 홈런
  - 2010년 5월 25일(13호)
  - 2010년 6월 4일(14호)
  - 2010년 9월 3일(15호)
- 홈런왕으로서 2위와의 개수 차이: 23개(2011년, 일본 기록)

### 등번호
- 60(2002년 ~ )

### 연도별 타격 성적
| 연 도     | 소 속     | 경 기 | 타 석 | 타 수 | 득 점 | 안 타 | 2 루 타 | 3 루 타 | 홈 런 | 루 타 | 타 점 | 도 루 | 도 루 자 | 희 생 번 | 희 생 플 | 볼 넷 | 고 4 | 사 구 | 삼 진 | 병 살 타 | 타 율 | 출 루 율 | 장 타 율 | O P S |
| --------- | --------- | ----- | ----- | ----- | ----- | ----- | ------- | ------- | ----- | ----- | ----- | ----- | -------- | -------- | -------- | ----- | ---- | ----- | ----- | -------- | ----- | -------- | -------- | ----- |
| 2003년    | 세이부    | 4     | 14    | 12    | 0     | 2     | 1       | 0       | 0     | 3     | 2     | 1     | 0        | 0        | 0        | 2     | 0    | 0     | 6     | 1        | .167  | .286     | .250     | .536  |
| 2004년    | 세이부    | 28    | 37    | 33    | 8     | 9     | 1       | 0       | 2     | 16    | 5     | 0     | 0        | 0        | 0        | 2     | 0    | 2     | 10    | 1        | .273  | .351     | .485     | .836  |
| 2005년    | 세이부    | 80    | 259   | 237   | 40    | 62    | 13      | 1       | 22    | 143   | 57    | 0     | 2        | 0        | 1        | 16    | 1    | 5     | 62    | 7        | .262  | .320     | .603     | .924  |
| 2006년    | 세이부    | 100   | 323   | 283   | 47    | 78    | 16      | 0       | 9     | 121   | 29    | 4     | 2        | 3        | 0        | 29    | 2    | 8     | 78    | 9        | .276  | .359     | .428     | .787  |
| 2007년    | 세이부    | 98    | 267   | 226   | 29    | 52    | 16      | 0       | 7     | 89    | 32    | 2     | 0        | 11       | 1        | 22    | 0    | 7     | 71    | 3        | .230  | .316     | .394     | .710  |
| 2008년    | 세이부    | 143   | 590   | 524   | 90    | 128   | 24      | 4       | 46    | 298   | 101   | 2     | 1        | 3        | 3        | 53    | 1    | 7     | 162   | 10       | .244  | .320     | .569     | .889  |
| 2009년    | 세이부    | 128   | 562   | 501   | 91    | 143   | 37      | 1       | 48    | 326   | 122   | 3     | 1        | 0        | 2        | 52    | 0    | 7     | 154   | 8        | .285  | .359     | .651     | 1.010 |
| 2010년    | 세이부    | 85    | 354   | 304   | 50    | 71    | 14      | 2       | 25    | 164   | 57    | 1     | 0        | 0        | 3        | 44    | 5    | 3     | 111   | 7        | .234  | .333     | .539     | .873  |
| 2011년    | 세이부    | 144   | 622   | 525   | 97    | 141   | 30      | 0       | 48    | 315   | 116   | 4     | 1        | 0        | 6        | 79    | 2    | 12    | 134   | 15       | .269  | .373     | .600     | .973  |
| 2012년    | 세이부    | 123   | 498   | 432   | 54    | 100   | 16      | 1       | 27    | 199   | 79    | 2     | 3        | 0        | 1        | 56    | 1    | 9     | 125   | 11       | .231  | .331     | .461     | .792  |
| 2013년    | 세이부    | 26    | 114   | 96    | 8     | 20    | 2       | 0       | 4     | 34    | 15    | 0     | 0        | 0        | 2        | 16    | 3    | 0     | 38    | 1        | .208  | .316     | .354     | .670  |
| 2014년    | 세이부    | 111   | 466   | 382   | 68    | 98    | 19      | 1       | 34    | 229   | 90    | 0     | 0        | 0        | 3        | 79    | 0    | 2     | 124   | 13       | .257  | .384     | .579     | .963  |
| 2015년    | 세이부    | 139   | 599   | 521   | 82    | 145   | 35      | 0       | 37    | 291   | 124   | 1     | 0        | 0        | 3        | 68    | 4    | 7     | 172   | 12       | .278  | .367     | .559     | .926  |
| NPB：13년 | NPB：13년 | 1209  | 4705  | 4076  | 664   | 1049  | 224     | 10      | 309   | 2220  | 829   | 20    | 10       | 17       | 25       | 518   | 19   | 69    | 1247  | 98       | .257  | .349     | .545     | .895  |

- 2015년 기준, 굵은 글씨는 시즌 최고 성적.
- 2002년은 1군 출장 없음.

### 연도별 수비 성적
| 연도 | 1루  | 1루  | 1루  | 1루  | 1루  | 1루    | 3루  | 3루  | 3루  | 3루  | 3루  | 3루    |
| 연도 | 경기 | 척살 | 보살 | 실책 | 병살 | 수비율 | 경기 | 척살 | 보살 | 실책 | 병살 | 수비율 |
| ---- | ---- | ---- | ---- | ---- | ---- | ------ | ---- | ---- | ---- | ---- | ---- | ------ |
| 2003 | 2    | 17   | 0    | 0    | 0    | 1.000  | -    | -    | -    | -    | -    | -      |
| 2004 | 4    | 10   | 0    | 0    | 2    | 1.000  | 6    | 1    | 2    | 1    | 0    | .750   |
| 2005 | 6    | 12   | 2    | 0    | 1    | 1.000  | 56   | 39   | 70   | 4    | 9    | .965   |
| 2006 | 7    | 26   | 1    | 1    | 4    | .964   | 85   | 54   | 132  | 7    | 10   | .964   |
| 2007 | 16   | 82   | 7    | 1    | 8    | .989   | 83   | 39   | 103  | 8    | 9    | .947   |
| 2008 | 8    | 13   | 1    | 0    | 1    | 1.000  | 139  | 80   | 256  | 22   | 18   | .939   |
| 2009 | 28   | 143  | 9    | 3    | 12   | .981   | 89   | 55   | 160  | 12   | 17   | .947   |
| 2010 | 21   | 96   | 5    | 2    | 9    | .981   | 46   | 21   | 70   | 7    | 10   | .929   |
| 2011 | 31   | 282  | 10   | 2    | 16   | .993   | 121  | 69   | 212  | 15   | 18   | .949   |
| 통산 | 123  | 681  | 35   | 9    | 53   | .988   | 625  | 358  | 1005 | 76   | 91   | .947   |

- 2011년 기준, 굵은 글씨는 시즌 최고 성적.